# Jezioro Mezowskie Małe
Jezioro Mezowskie Małe (Mezowskie / Włodowo / Włodno) (kaszb. Jezoro Mezowsczé) – jezioro wytopiskowe w Polsce położone w województwie pomorskim, w powiecie kartuskim, w gminie Kartuzy na Pojezierzu Kaszubskim ("Kartuski Obszar Chronionego Krajobrazu") przy turystycznym szlaku Kartuskim i trasie drogi wojewódzkiej nr 211.
Ogólna powierzchnia: 41,46 ha